# サン・フェリペ・デ・アコンカグア県
サン・フェリペ・デ・アコンカグア県（スペイン語：Provincia de San Felipe de Aconcagua）は、チリの中央部にあるバルパライソ州 (V) の8つの県のうちの1つである。県都はサン・フェリペ市（人口64,126人）。

## 政治
県であるサン・フェリペ・デ・アコンカグアは、第二級行政区画であり、大統領によって任命される知事が政治を行っている。

### コムーナ
県では、各自治体の市長と議会により政治が行われる、6つのコムーナから構成される。
- カテム
- リャイリャイ
- パンケウエ
- プタエンド
- サン・フェリペ - 県都
- サンタ・マリア

## 地理と人口動態
県は内陸部にある。以下は、2002年の国勢調査による。
- 面積：2,659.2㎡（1,027平方マイル、州内3位）
- 人口：131,911人（州内5位）
  - 男性：65,090人
  - 女性：66,821人
  - 都市的地域：98,925人
  - 地方：32,986人